# 町田市立木曽境川小学校
町田市立木曽境川小学校(まちだしりつ きそさかいがわしょうがっこう)は、東京都町田市木曽西三丁目にある公立小学校。
2024年4月現在の学級数は麦の子学級（特別学級）を含めて16学級、全校児童439人である。

## 沿革
1995年5月から1999年12月にかけて、市の統合準備会において、旧町田市立忠生第四小学校と旧木曽小学校の2校を統合する形で本校の設立が決定された。両校は2001年3月に閉校し、新しい校舎が完成するまでの間、旧忠生第四小学校の校舎を利用して本校が設立された。現在地に移転したのは、2002年になってからである。

## 校歌
町田市立木曽境川小学校校歌
- 作詞 - 市川拓三
- 作曲 - 西崎嘉太郎

## 教育目標
以下の教育目標が掲げられている。

## 通学区域
学区は、町田市ウェブサイト（2025年3月26日最終更新）に依った。
全域が学区となる地域
木曽西1〜3丁目
木曽東1丁目
一部区画が学区となる地域
木曽西4丁目
木曽東2〜3丁目

## 学区内の主な施設
- 町田市立木曽中学校
- 東京都立町田総合高等学校
- 木曽自転車等保管場所

## 学校の統合
町田市教育委員会では「町田市新たな学校づくり推進計画」に基づいて、2040年度までに市内の市立小学校・中学校を統合・建替えを行う予定である。その影響を受けて、当校も2031年度に町田市立忠生第三小学校と統合する予定である。
2034年度から2036年度までは本校の既存校舎と校庭に建設する仮設校舎を使用し、この期間に新校舎を建設する。
新統合校は現在の忠生第三小学校の位置で、2037年度から教育活動を行う予定されている。

## 交通
JR東日本横浜線・小田急線の町田駅で下車し、町田バスセンターからバスで乗車する。
町田バスセンターから神奈川中央交通バスの以下の系統の便に乗る。
- 2番乗り場　町12、町17、町78
- 3番乗り場　町33

いずれかのバスで、木曽南団地バス停で下車する。バス停から小学校までは徒歩5分程度である。